# Kûsî Jî Dikarin Bifirin
Kûsî Jî Dikarin Bifirin é um filme de drama iraniano de 2004 dirigido e escrito por Bahman Ghobadi. Foi selecionado como representante da Irã à edição do Oscar 2005, organizada pela Academia de Artes e Ciências Cinematográficas.

## Elenco
- Soran Ebrahim - Satellite
- Avaz Latif - Agrin
- Hiresh Feysal Rahman - Hengov
- Abdol Rahman Karim - Riga
- Ajil Zibari - Shirkooh